# Mario & Luigi: Superstar Saga
Mario & Luigi: Superstar Saga (in Japan unter dem Namen Mario & Luigi RPG (jap.: マリオ＆ルイージRPG) bekannt) ist ein Rollenspiel, das von AlphaDream entwickelt und 2003 von Nintendo für den Game Boy Advance veröffentlicht wurde. Das Spiel ist das erste in der Mario-&-Luigi-Reihe.

## Schauplatz und Charaktere
Mario & Luigi: Superstar Saga spielt im Bohnenland, einem Nachbarland des Pilzkönigreichs, das hauptsächlich von Bohnenmenschen bewohnt wird. Die Hauptcharaktere sind Mario und Luigi, die ins Bohnenland reisen, um die Stimme von Peach, der Prinzessin des Pilzkönigreichs, zurückzubringen, nachdem sie von der Hexe Lugmilla und ihrem Handlanger Krankfried gestohlen wurde. Weitere wichtige Charakteren sind Königin Mamella und Prinz Mamek, die Mario und Luigi zur Seite stehen, sowie der Dieb Claude, der den beiden im Laufe des Spiels über den Weg läuft.

## Handlung
Das Spiel beginnt damit, dass Lugmilla und Krankfried, verkleidet als Botschafter des Bohnenlands, das Schloss von Prinzessin Peach im Pilzkönigreich besuchen, um ihre Stimme zu stehlen und sie durch Sprengstoff zu ersetzen, der aus ihren Sprechblasen fällt, wenn sie spricht. Mario und Luigi werden zum Schloss gerufen und treffen dort auf Bowser, der Peach entführen wollte, sich aber wegen ihrer explosiven Stimme dagegen entschied. Die drei tun sich zusammen, um Peachs Stimme zurückzuholen, und fliegen mit Bowsers Luftschiff zum Bohnenland. Mitten im Flug werden sie von Krankfried angegriffen und Bowser wird nach einer Bruchlandung von Mario und Luigi getrennt. Nachdem sie die Grenze überquert und das Bohnenland zu Fuß durchquert haben, treffen Mario und Luigi auf Mamek und retten ihn vor einem von Lugmilla ausgesprochenen Zauber.
Sie werden ins Schloss des Bohnenkönigreichs eingeladen, wo Lugmilla – verkleidet als die königliche Beraterin – sie mit einem Trick dazu bringen, ihr zu helfen, die Sternbohne zu stehlen. Dies ist ein mystischer Gegenstand, der jeden Wunsch erfüllt., wenn er von einer edlen und schönen Stimme erweckt wird. Als sie Lugmilla zur Lachhochschule verfolgen, stellen sie fest, dass sie die Sternbohne der gestohlenen Stimme ausgesetzt hat, woraufhin sie durchdreht. Mario und Luigi kämpfen gegen Lugmilla und verletzen sie tödlich. Krankfried benutzt seinen Staubsauger-Helm, um ihre Seele zurückzuholen und sie zu retten. Mario und Luigi finden die Sternbohne wieder, die Claude zusammen mit Bowser, der sein Gedächtnis verloren hat, zu stehlen versucht. Als die Sternbohne erneut Peachs Stimme hört, schießt sie in den Himmel und explodiert, wodurch ihre Teile über das ganze Königreich verstreut werden. Peach kommt im Bohnenland an und Mario und Luigi erfahren, dass damals bei Lugmillas Besuch Birdos Stimme, welche als Prinzessin Peach verkleidet war, gestohlen wurde. Dies war der Grund, warum die Sternbohne durchdrehte.
Krankfried findet Bowser, der durch die Explosion der Sternbohne geschwächt ist und setzt Lugmillas Seele in ihn ein. Sie übernimmt die Kontrolle über den Körper und nimmt den Namen Bowsmilla an. Sie entführt Peach und verlangt die Sternbohne als Lösegeld. Mario und Luigi sammeln die Stücke ein und treffen sich mit ihr, um den Austausch vorzunehmen. Bowsmilla weigert sich, Peach zurückzugeben, also verkleidet sich Luigi als Peach, um an ihrer Stelle entführt zu werden, und es gelingt ihm, die Sternbohne zurückzuerobern, woraufhin Bowsmilla Bowsers fliegendes Schloss benutzt, um das Königreich der Bohnen anzugreifen. Mario und Luigi betreten das Schloss und treiben ihre Seele aus Bowsers Körper. Prinz Mamek sprengt das fliegende Schloss in die Luft, und Mario, Luigi, Peach und Bowser kehren ins Pilzkönigreich zurück.

## Mario & Luigi: Superstar Saga + Bowsers Schergen
Während einer Nintendo-Treehouse-Präsentation am 13. Juni 2017 zur E3 2017 wurde eine Neuauflage des Spiels unter dem Namen Mario & Luigi: Superstar Saga + Bowsers Schergen (engl. Mario & Luigi: Superstar Saga + Bowser’s Minions, in Japan als Mario & Luigi RPG 1 DX, jap.: マリオ＆ルイージRPG1 bekannt) für den Nintendo 3DS angekündigt. Mario & Luigi: Superstar Saga + Bowsers Schergen wurde in Europa und in Nordamerika am 6. Oktober veröffentlicht. In Japan erschien das Spiel bereits einen Tag früher.

## Rezeption
Superstar Saga erhielt laut dem Bewertungs-Aggregator Metacritic universelles Lob. Besonders das komische Dialog- und Themendesign des Spiels wurden von Kritikern gelobt. Tom Bramwell von Eurogamer merkte an, dass „jede Zeile des Dialogs und jeder erkennbare Cameo mit einem liebevollen Sinn für Humor behandelt wird“. Trotzdem bezeichnete Andrew Long von RPGamer die Handlung als repetitiv und die Charaktere des Spiels als „ein bisschen oberflächlich“.
Das Gameplay erhielt eine gemischte Resonanz. Kritiker genossen das Kampfsystem des Spiels, das von der Tradition von Rollenspielen abwich.

## Trivia
- Luigi wird von Bowser und dessen Schergen als „Grünkäppchen“ bezeichnet.
- Luigi hat sich als Prinzessin Peach verkleidet, um die echte Peach zu retten.